# Big Eyes
Big Eyes (en Hispanoamérica, Ojos grandes) es una película biográfica estadounidense dirigida por Tim Burton, basada en la historia real de la pintora Margaret Keane, a quien su marido robó la autoría de sus cuadros durante más de una década. Fue estrenada el 25 de diciembre de 2014,y distribuida por Silverwood Films.

## Sinopsis
La historia es un drama centrado en la vida de la pintora Margaret Keane, su éxito en los años 60 pintando característicos personajes de ojos grandes y las dificultades legales con su esposo Walter Keane, que se adjudicaba la autoría de sus famosas e intrigantes obras.

## Reparto
| Actor             | Personaje       |
| ----------------- | --------------- |
| Amy Adams         | Margaret Keane  |
| Christoph Waltz   | Walter Keane    |
| Krysten Ritter    | DeeAnn          |
| Jason Schwartzman | Ruben           |
| Terence Stamp     | John Canaday    |
| Danny Huston      | Dick Nolan      |
| Jon Polito        | Enrico Banducci |

## Música
La música está compuesta por Danny Elfman, compositor habitual de Tim Burton desde 1985.
La cantante y compositora Lana Del Rey participa en la banda sonora con dos canciones: «Big Eyes» (que aparece en la mitad de la película) y «I Can Fly» (Durante los créditos).
De acuerdo con Larry Karaszewski, uno de los productores de la película:

«Tim le mostró su película y ella se enamoró de ella. Las mujeres en particular parecen entender la película, y Lana realmente entendió la película. Todo trata de una mujer que no puede encontrar su voz. La canción de Lana expresa tan perfectamente lo que Margaret siente, es como un soliloquio de sus pensamientos interiores»

Ambos temas comienzan como baladas de piano minimalista antes de explotar en exuberantes aperturas orquestales, con un canto adolorido de Lana Del Rey, brindando una capa sobre capa de angustia y melancolía.
La productora [[The Weinstein Company]a], decidió presentar la canción para los Premios Óscar, quedando entre los 79 posibles candidatos al premio a la Mejor Canción Original. También fue candidata a los Critics' Choice Movie Awards a la Mejor Canción del 15 de diciembre de 2014, así como para el 2015 en los Globo de Oro a la Mejor canción Original.

## Premios
· Candidaturas a los Globos de Oro
- Mejor actriz de Comedia o Musical - Amy Adams: Ganadora

- Mejor actor de Comedia o Musical - Christoph Waltz: Candidato

- Mejor canción - "Big Eyes" de Lana Del Rey: Candidata

. Candidaturas a los BAFTA
- Mejor actriz- Amy Adams: Candidata

- BAFTA a mejor diseño de producción- Big eyes: Candidata